# Joseph Parecattil
Joseph Parecattil (1 de abril de 1912 - 20 de fevereiro de 1987) foi um prelado indiano da Igreja Católica Siro-Malabar. Ele serviu como arcebispo de Ernakulam de 1956 a 1984, e foi elevado ao cardinalato em 1969.

## Biografia
Joseph Parecattil nasceu em Kidangoor , Kerala, e estudou no seminário menor de Ernakulam e no seminário maior de Kandy , de onde obteve um doutorado em teologia (com uma dissertação intitulada: " Agostinho vs. Pelágio na graça " ). Venerável Mar Varghese Payyappilly Palakkappilly foi o gerente da St. Mary's High School, em Alwaye, onde ele teve sua vida de internato. Ele também frequentou a Universidade de Madras , onde se especializou em economia. Ordenado sacerdote em 24 de agosto de 1939, ele então fez trabalho pastoral na Arquidiocese de Ernakulam , servindo como pastor assistente em Narakal e North Paravur e como pastor em Chunangamvely. Ele também foi editor do semanário Sathyadeepam ("Luz da Verdade").
Em 28 de outubro de 1953, Parecattil foi nomeado Bispo Auxiliar de Ernakulam e Bispo Titular de Arethusa dei Siri pelo Papa Pio XII . Ele recebeu sua consagração episcopal no dia 30 de novembro do Eugène Cardinal Tisserant , com o arcebispo Joseph Attipetty e o bispo George Alapatt servindo como co-consagradores . Após a morte do arcebispo Agostinho Kandathil em 10 de janeiro de 1956, Parecattil foi promovido a arcebispo de Ernakulam no dia 20 de julho seguinte. Ele participou do Concílio Vaticano II1962-1965, e serviu como Presidente da Conferência Episcopal Siro-Malabar , da Conferência Episcopal Católica de Kerala, e da Conferência dos Bispos Católicos da Índia (1972-1976).
O Papa Paulo VI criou-o Cardeal Sacerdote de Nostra Signora "Regina Pacis" no consistório de 30 de abril de 1969. Além de seus deveres como Arcebispo, Parecattil também foi Presidente da Pontifícia Comissão para a Revisão do Código de Cânone Oriental. Lei de 1972 a 1987. Ele foi um dos cardeais eleitores que participaram dos conclaves de agosto e outubro de 1978 , que elegeram os papas João Paulo I e João Paulo II, respectivamente. Depois de um mandato de 18 anos, ele renunciou ao cargo de Arcebispo em 30 de janeiro de 1984.
Parecattil morreu em Kochi , aos 74 anos. Ele está enterrado na Basílica da Catedral de Santa Maria, em Ernakulam.